# Lion-Air-Flug 583
Der Lion-Air-Flug 583 (Flugnummer IATA: JT583, ICAO: LNI583, Funkrufzeichen: LION INTER 583) war ein planmäßiger Inlandsflug der indonesischen Fluggesellschaft Lion Air von Jakarta nach Surabaya mit einem planmäßigen Zwischenstopp in Surakarta. Am 30. November 2004 verunglückte auf diesem Flug eine McDonnell Douglas MD-82 (DC-9-82) bei der Landung auf dem Flughafen Adisumarmo (Surakarta), wobei 25 Personen starben und 109 verletzt wurden.

## Flugzeug
Bei dem verunglückten Flugzeug handelte es sich um eine McDonnell Douglas MD-82 (DC-9-82), die zum Zeitpunkt des Unfalls 20 Jahre alt war. Die Maschine trug die Werknummer 49189 und die Modellseriennummer 1173. Sie wurde im Jahr 1984 im Werk von McDonnell Douglas in Long Beach (Kalifornien) endmontiert. Das Roll-Out der Maschine erfolgte am 13. November 1984. Am 20. Dezember 1984 wurde die Maschine mit dem Luftfahrzeugkennzeichen XA-AMP neu an die Aeroméxico ausgeliefert. Ab Juni 1989 gehörte die Maschine der Flugzeugleasinggesellschaft GPA, die die Maschine an Aeroméxico rückverleaste. Ab 1993 war GECAS die Eigentümerin und Leasinggeberin der Maschine. Am 16. September 2002 ging die Maschine an die Leasinggeberin zurück und erhielt in diesem Zug das Kennzeichen N189GE. Am 5. November 2002 war die Maschine mit dem Luftfahrzeugkennzeichen PK-LMN auf Lion Air zugelassen. Das zweistrahlige Schmalrumpfflugzeug war mit zwei Triebwerken des Typs Pratt & Whitney JT8D-217C ausgestattet. Bis zum Zeitpunkt des Unfalls hatte die Maschine eine Gesamtbetriebsleistung von 56.674 Betriebsstunden absolviert, auf die 43.940 Starts und Landungen entfielen.

## Insassen
Den Flug auf dem betroffenen Flugabschnitt hatten 156 Passagiere angetreten. Es befand sich eine siebenköpfige Besatzung an Bord.

## Unfallhergang
Die Maschine näherte sich Surakarta, als sich ein Gewitter mit Cumulonimbuswolken in 1.500 Fuß Höhe zusammenzog. Es regnete stark, sodass sich drei Millimeter Regenwasser auf der Landebahn befanden. Die Piloten bremsten und aktivierten die Schubumkehr, die Maschine war jedoch Aquaplaning ausgesetzt. Sie überrollte schließlich um 18:15 Uhr das Ende der 2.600 Meter langen Landebahn und kollidierte dahinter mit Antennen des Instrumentenlandesystems und dem Metallzaun eines Friedhofs; dabei wurde der Rumpf auf der linken Seite der Länge nach bis zur Tragflächenwurzel aufgeschlitzt. Die beiden Piloten sowie 23 Fluggäste wurden bei dem Unfall getötet, 70 weitere Insassen wurden verletzt, während 68 weitere Insassen unverletzt blieben.

## Ursache
Die Unfalluntersuchung ergab, dass die Maschine mit einer unzulässig hohen Rückenwindkomponente von 13 Knoten gelandet worden war. Nach dem Aufsetzen auf der Landebahn 26 des Flughafens von Surakarta fuhren die Störklappen automatisch aus. Da die Schubhebel vermutlich nach vorne in den Leerlauf gefahren waren, fuhren die Störklappen gleich darauf wieder ein. Bedingt durch das Aquaplaning auf der regennassen Landebahn sei die Bremswirkung stark reduziert gewesen.